# جاك بوكانان
جاك بوكانان (بالإنجليزية: Jack Buchanan)‏ هو لاعب دوري الرغبي أسترالي، ولد في 10 أبريل 1992 في Culburra Beach ‏ في أستراليا.